# نارنگی‌ها (فیلم)
نارنگی‌ها (گرجی: მანდარინები) فیلمی به کارگردانی، نویسندگی و تهیه‌کنندگی زازا اوروشادزه محصول مشترک کشورهای استونی و گرجستان است که در سال ۲۰۱۳ ساخته شده است. این فیلم نامزد بهترین فیلم غیرانگلیسی زبان گلدن گلاب ۲۰۱۵ است و به نزاع‌های آبخازیا در سال ۱۹۹۲ می‌پردازد.

## داستان فیلم
داستان فیلم در یکی از مناطق روستایی در آبخازیا (گرجستان) در بحبوحه جنگ آبخازیا (۹۳–۱۹۹۲) اتفاق می‌افتد؛ جایی که کشاورزان استونیایی برای پرورش باغ‌های نارنگی سکنی گزیده‌اند. با شروع جنگ اکثر استونی‌های ساکن در منطقه به سرزمین خود بازگشتند اما دو نفر از آنان، ایوو (لمبیت اولفاسک) و مارگوس (المو نوگانن) در روستا باقی ماندند تا نارنگی‌های فصل را برداشت کنند اما در هنگام برداشت محصول خود با تبادل آتش بین دو گروه کوچک از سربازان جنگ روبرو شدند. تنها دو نفر از سربازان زنده ماندند، احمد (جیورگی ناکاشیدزه) که سرباز اجیر شده چچنی در طرف آبخازیاست و نیکو (میخائیل مخی) گرجستانی است. هر دو به شدت زخمی شده‌اند اما دو کشاورز استونیایی از آنها مراقبت نموده و تا بهبود یافتن آنان از آن دو پرستاری می‌کنند.
اگر چه هر دو سرباز قسم خوردند که بعد از بهبودی یکدیگر را بکشند ولی ایوو از هر دو ضمانت می‌گیرد مادامی که زیر سقف منزل او هستند هیچ خونریزی و انتقامی از هیچ‌یک از دو طرف رخ ندهد. هر دو سرباز قبول می‌کنند ولی با این حال بحث و جدال بین دو طرف در هنگامهٔ بهبود یافتنشان بالا می‌گیرد ولی به آرامی و بعد از بهبود یافتن، هر دو چهره‌های انسان دوستانه‌ای از خود نشان می‌دهند و به این نتیجه می‌رسند که انسانیت را می‌توان در زخم‌ها و رنج‌های طرف مقابل پیدا کرد.
زمانی که یک جیپ متعلق به سربازان روسی برای بازرسی اتفاقی روبروی خانهٔ ایوو توقف می‌کنند به اشتباه احمد را سرباز دشمن فرض کرده و قصد کشتن وی را می‌کنند. نیکو این صحنه را از پشت پنجره می‌بیند و برای محافظت از احمد شروع به تیراندازی می‌کند. در بحبوحه تیراندازی، مارگوس بیگناه کشته می‌شود و نیکو نیز با تیر افسر سربازان که زخمی روی زمین افتاده بود به قتل می‌رسد. احمد افسر را می‌کشد ولی برای نجات نیکو خیلی دیر شده‌است.
تنها ایوو و احمد برای خاکسپاری مارگوس و نیکو زنده مانده‌اند. در کنار قبر نیکو، احمد به ایوو می‌گوید که عمیقاً شخصیت ایوو را می‌ستاید و همواره از وی به عنوان یک پدر یاد خواهد کرد. ایوو بیان می‌کند که قبر نیکو کنار قبر پسرش است که بی گناه در اوایل جنگ کشته شده‌است. احمد نیز اقرار می‌کند که دلش برای خانواده‌اش تنگ شده و سوار بر جیپ خودش — که روز اول با آن به روستا آمده و ایوو آن را برای بهبودی احمد نگه داشته بود — رهسپار می‌شود.